# ارتباطية
الارتباطية أو المذهب الترابطي أو الارتباطي (بالإنجليزية: Associationism) هو فكرة أن العلميات العقلية تدار من خلال ارتباط الحالة العقلية مع حالاتها الموروثة. تحتوي هذه الفكرة على أن جميع العمليات العقلية تتكون من عناصر نفسية مختلفة وتركيباتها، والتي يُعتقد أنها تتكون من أحاسيس أو مشاعر بسيطة.
في الفلسفة يُنظر إلى هذه الفكرة على أنها حصيلة التجريبية والنزعة الحدسية. يشمل المفهوم النظرية النفسية وكذلك الإحساس الفلسفي الشامل والمنهجية العلمية.

## التاريخ
سجلت الفكرة لأول مره لدى أفلاطون وأرسطو، خاصة فيما يتعلق بتعاقب الذكريات. بوجه خاص يتم إرجاع النموذج مرة أخرى لتصور الأرسطية أن الذاكرة البشرية تشمل جميع الظواهر العقلية ونوقشت بالتفصيل في عمل الفيلسوف: «الذاكرة والذكريات». تم تبني هذا الرأي على نطاق واسع حتى ظهور الجمعيات البريطانية والتي بدأت مع توماس هوبز.
أكَّد أعضاء «المدرسة الارتباطية» -بما فيهم جون لوك وديفيد هيوم وديفيد هارتلي وجوزيف بريستلي وجيمس ميل وجون ستيوارت ميل وألكساندر باين وإيفان بافلوف- على أن المبدأ ينطبق على جميع أو معظم العمليات العقلية.
وجهة نظر لوك بأن العقل والجسم هما وجهان لظاهرة موحدة واحدة يمكن إرجاعها إلى أفكار أرسطو حول هذا الموضوع. قام أعضاء المدرسة في وقت لاحق بتطوير مبادئ محددة للغاية توضح كيفية عمل الروابط وحتى الآلية الفسيولوجية التي لا تحمل أي تشابه مع علم وظائف الأعصاب الحديث.

## التطبيق
غالبًا ما يهتم المذهب الارتباطي بالعمليات الذهنية من المستوى المتوسط إلى المستوى الأعلى مثل التعلم، على سبيل المثال ترتبط الطريحة والنقيضة والتوليفة في عقل واحد من خلال التكرار بحيث تصبح مرتبطة مع بعضها ارتباطًا وثيقًا. من أوائل التجارب التي أختبرت تطبيقات المذهب الارتباطي عمل هيرمان إبينغهاوس. حيث كان يعتبر أول مجرب يطبق المبادئ الارتباطية بشكل منهجي، واستخدم نفسه كموضوع يخضع لدراسة وقياس العلاقة بين إعادة سرد وتذكر المواد. كما توقعت أيضًا بعض الأفكار من المدرسة الارتباطية مبادئ التكيف واستخدامه في علم النفس السلوكي.